# Dasysphinx torquata
Dasysphinx torquata är en fjärilsart som beskrevs av Druce 1883. Dasysphinx torquata ingår i släktet Dasysphinx och familjen björnspinnare. Inga underarter finns listade i Catalogue of Life.